# Okręg wyborczy Pendle and Clitheroe
Okręg wyborczy Pendle and Clitheroe powstał w 2023 r. i wysyła do brytyjskiej Izby Gmin jednego deputowanego. Obejmuje część terytorium dystryktów Pendle i Ribble Valley w hrabstwie Lancashire.

## Deputowani do brytyjskiej Izby Gmin z okręgu Pendle and Clitheroe
- 2024- : Jonathan Hinder, Partia Pracy[2]